# Tsanko Arnaudov
Tsanko Arnaudov (Bulgaria, 14 de marzo de 1992) es un atleta portugués de origen búlgara, especialista en la prueba de lanzamiento de peso en la que llegó a ser medallista de bronce europeo en 2016.

## Carrera deportiva
En el Campeonato Europeo de Atletismo de 2016 ganó la medalla de bronce en el lanzamiento de peso, llegando hasta los 20.59 metros, siendo superado por el alemán David Storl (oro con 21.31 metros) y el polaco Michał Haratyk (plata con 21.17 metros).